# コナミ ワイワイレーシング アドバンス
『コナミ ワイワイレーシング アドバンス』は、コナミから2001年3月21日に発売されたゲームボーイアドバンス用ゲームソフト。ジャンルはレーシングゲーム。開発はコナミコンピュータエンタテインメント神戸（KCEK）。欧米では『Konami Krazy Racers』のタイトルで発売された。
2015年には欧米でWii Uのバーチャルコンソールとして配信開始され、遅れて日本でも2016年2月3日に配信開始された。いずれもメーカーはコナミデジタルエンタテインメント（KONAMI）になっている。
続編として、2009年にはKDE GmbH（ドイツ）よりiOSとAndroid端末向けに、本作の流れを汲む『Krazy Kart Racing』が配信開始された（後述）。

## 概要
コナミから発売されたゲームのキャラクター達が共演し、レースで対決するゲーム。各ゲームの雰囲気を再現したコースにはアイテムの入ったベルが設置され、ミサイルや爆弾などのアイテムで妨害したり、「フレンドスパーク」でキャラクターごとのお助けキャラクター（助っ人）を呼び出したりしながらレースを進めるという、いわゆるマリオカートタイプのレースゲーム。
4レースを走りポイントを競う「ワイワイGP（グランプリ）」や「タイムアタック」、「フリーラン」のほか、よりレベルの高いグランプリに挑戦するための免許を取得する「免許センター」、シナモン博士の店でアイテムの購入やパワーアップ、セッティングを行える「アイテムショップ」、特殊なルールで競う「ミニゲーム」などのモードを備えている。

## 登場キャラクター
各キャラクターの助っ人も共に記載する。
ゴエモン
『がんばれゴエモン』シリーズの主人公。青い髪の義賊。平均的な性能。
サスケ
同シリーズからの助っ人。ちょんまげのからくり忍者。

パステル
『ツインビー』シリーズのヒロイン。ピンクの髪のパイロット。ゴエモン同様、平均的な性能。
ウィンビー
同シリーズからの助っ人。パステルが搭乗するピンクの自機。

ニャミ
『pop'n music』シリーズのメインキャラクター。猫の女の子。加速重視。
ディーノ
同シリーズからの助っ人。緑色の恐竜の子供。本作では原作初期のように「ディノ」とも表記される。

ニンジャ
『メタルギアソリッド』シリーズのキャラクター。原作では「サイボーグ忍者」名義。ニャミ同様、加速重視。
Mi-24 ハウンド攻撃ヘリ
同シリーズからの助っ人。原作ではリキッドが搭乗した。

パワプロくん
『実況パワフルプロ野球』および『パワプロクンポケット』シリーズのマスコット、および同サクセスモードの主人公。グリップ重視。
矢部くん
同シリーズからの助っ人。メガネがトレードマークの野球選手。掲示板ではやべっち名義で登場する。

タコスケ
『極上パロディウス 〜過去の栄光を求めて〜』の主人公。『パロディウス』のタコ（Mr.パロディウス）の長男。パワプロくん同様、グリップ重視。
ミカエル
同シリーズからの助っ人。豚の天使。
ドラキュラ伯爵

『悪魔城ドラキュラ』シリーズの敵キャラクター。スピード重視。
死神
同シリーズからの助っ人。

モアイ
『グラディウス』シリーズなどの敵キャラクター、『モアイくん』では主人公。ドラキュラ同様、スピード重視。
よし子
『パロディウス』シリーズからの助っ人。同シリーズに登場するピンクのモアイ。

### 隠しキャラクター
エビス丸
『がんばれゴエモン』シリーズの2Pキャラクター。ゴエモンの相棒の忍者。助っ人はゴエモンと同じくサスケ。
キング
『pop'n music』シリーズのキャラクター。金髪の男性ダンサー。助っ人はニャミと同じくディーノ。
ビックバイパー
『グラディウス』シリーズの主人公機体。カートには乗らないでそのままの状態で参加。選択時や攻撃アイテム命中時などではセリフの代わりに初代グラディウスで使用された効果音が鳴る。助っ人はタコスケと同じくミカエル。
ベアタンク
『らくがきっず』のキャラクター。下半身が戦車になったクマ。カートには乗らないでそのままの状態で参加。助っ人は上記8名からランダムで変化する。

### その他のキャラクター
シナモン博士
『ツインビー』シリーズのキャラクター。アイテムを取り扱うお店を経営している。
犬
『実況パワフルプロ野球』シリーズのキャラクター。パワプロくんのゴール時に並走する形で登場する。
コナミマン
『コナミワイワイワールド』などに登場したキャラクター。本作では各レーサーに「コナミキャラクター王決定戦」の招待状を送った主催者としてオープニングに名前が登場。
スネーク
『メタルギアソリッド』シリーズの主人公、ソリッド・スネーク。掲示板にのみ登場。
ライト
『ツインビー』シリーズのキャラクターでツインビーのパイロット。掲示板にのみ登場。
マサル
『おわらいよゐこのげえむ道 〜オヤジ探して3丁目〜』の主人公、山田マサル。掲示板にのみ登場。

## Krazy Kart Racing
2009年8月27日よりiOS端末向け、2011年8月17日よりAndroid端末向けに、本作の流れを汲む『Krazy Kart Racing』（クレイジー カートレーシング）がKonami Digital Entertainment GmbH（コナミデジタルエンタテインメントのドイツ法人）より配信開始された。開発は『Crash Bandicoot Nitro Kart 2』などを手がけるポラービット（Polarbit）が担当。
システムや登場キャラクターはGBA版から変更されている。
フロッガー
『フロッガー』シリーズの主人公。
ドラキュラ
『悪魔城ドラキュラ』シリーズの敵キャラクター。
スパークスター
『ロケットナイトアドベンチャーズ』および『スパークスター』シリーズの主人公。
ピラミッドヘッド
『サイレントヒル』シリーズの敵キャラクター。
ゴエモン
『がんばれゴエモン』シリーズの主人公。
イーブル・ローズ
『ランブルローズ』シリーズのキャラクター。
ペン太郎
『パロディウス』シリーズのキャラクター。『けっきょく南極大冒険』のペンギンの息子。
ロビー
『サイレントヒル』シリーズの敵キャラクター。兎のマスコット。
パワプロくん
『実況パワフルプロ野球』および『パワプロクンポケット』シリーズのマスコット、および同サクセスモードの主人公。
タコスケ
『極上パロディウス 〜過去の栄光を求めて〜』の主人公。
ミンミン
『New International ハイパースポーツDS』のキャラクター。
デューイ
『Dewy's Adventure 水精デューイの大冒険!!』の主人公。